# Catoptria spatulellus
Catoptria spatulellus is een vlinder uit de familie grasmotten (Crambidae). De wetenschappelijke naam is voor het eerst geldig gepubliceerd in 1919 door Turati.
De soort komt voor in Europa.